# Луї Слейгер
Луї Слейгер (англ. Louis Sleigher, нар. 23 жовтня 1958, Нувель, Квебек) — канадський хокеїст, що грав на позиції крайнього нападника.

## Ігрова кар'єра
Професійну хокейну кар'єру розпочав 1978 року.
1978 року був обраний на драфті НХЛ під 233-м загальним номером командою «Монреаль Канадієнс».
Протягом професійної клубної ігрової кар'єри, що тривала 9 років, захищав кольори команд «Квебек Нордікс» та «Бостон Брюїнс».
Усього провів 194 матчі в НХЛ, включаючи 17 матчів плей-оф Кубка Стенлі.